# Барзен
Барзен (фр. Barzun) насеље је и општина у југозападној Француској у региону Аквитанија, у департману Атлантски Пиринеји која припада префектури По.
По подацима из 2011. године у општини је живело 601 становника, а густина насељености је износила 73,38 становника/km². Општина се простире на површини од 8 km². Налази се на средњој надморској висини од 388 метара (максималној 435 m, а минималној 323 m).

## Демографија
| 1962. | 1968. | 1975. | 1982. | 1990. | 1999. | 2011. |
| ----- | ----- | ----- | ----- | ----- | ----- | ----- |
| 409   | 365   | 363   | 401   | 455   | 464   | 601   |

График промене броја становника у току последњих година